# Santa Luzia (Paraíba)
Pour les articles homonymes, voir Santa Luzia.
Santa Luzia est une ville brésilienne du centre de l'État de la Paraíba.
Sa population était estimée à 14 292 habitants en 2007. La municipalité s'étend sur 456 km2.